# Fi 168 (航空機)
フィーゼラー Fi 168
The Fieseler Fi 168, described by a German engineer as a "tank destroyer"フィーゼラー Fi 168
- 製造者：フィーゼラー
- 生産数：機
- 運用状況：試作のみ

フィーゼラー Fi 168（Fieseler Fi 168）は、1938年にフレデリク・カッセル（Frederik Kassel）がドイツ航空省（RLM）の技術局（Technisches Amt）からの要請を受けて設計したドイツの地上攻撃機である。
この双発機は2つのテールブームを持つ支柱で支えられた高翼単葉機であり、幅の狭い胴体ポッドが中央下部で支柱により保持されていた。不整地からの運用も考慮して設計されており、前方に向けた2丁の機関銃がしっかりと据え付けられていた。元開発部長であったエリッヒ・バッヘムはFi 168のことを空飛ぶ「戦車殺し」と評した。
RLMの指示により1939年9月に計画は中止された。

## 要目
（Fi 168）
- 乗員：
- 全長：12.55 m
- 全幅：20.90 m
- 全高：
- 翼面積：13.60 m²
- 空虚重量：2,612 kg
- 全備重量：4,630 kg
- エンジン：2 × アルグス As 410、465 PS
- 最高速度：246 km/h
- 巡航速度：206 km/h
- 着陸速度：206 km/h
- 航続距離：約450 km